# 久武昌源
久武 昌源（ひさたけ しょうげん）は、戦国時代から安土桃山時代にかけての武将。長宗我部氏の家臣。

## 略歴
父母については不詳。受領名は肥後守。
長宗我部元親の初期に仕え、元親が家督相続した翌年の永禄4年（1561年）に元親が発給した感状に「なお久武肥後守が伝える」とあり、文書を伝達している。この役割は他の文書からも見られ、同じように元親初期の時代に文書を伝達している野中親孝あるいは野中貞吉と共に、重臣として元親初期の治世を支えていたと見られる。
元親が本山茂辰と戦い、土佐郡の久万城を奪取すると、昌源はその城代に任命されている。
その後は恐らく、嫡男の親信に家督を譲って隠居したものと見られている。親信が戦死した後は同じく息子の親直が元親に仕えて、長宗我部家中で活躍している。
天正11年（1583年）2月に死去した。